# بوتبی هاربر (مین)
بوتبی هاربر(به انگلیسی: Boothbay Harbor) شهری در ایالت مین کشور ایالات متحده آمریکا است که جمعیت آن در سرشماری سال ۲۰۱۰ میلادی، ۱٬۰۸۶ نفر بوده‌است.